# Josef Brunck
Franz Josef Brunck (auch: Brunk) (* 7. März 1787 in Winterborn; † 21. Oktober 1848 in Frankfurt am Main) war ein liberaler hessischer Politiker und Teilnehmer der Heidelberger Versammlung der 51, Mitglied des Vorparlaments und der 2. Kammer der Landstände des Großherzogtums Hessen.

## Familie
Josef Brunck war der Sohn des Bürgermeisters Ulrich Brunck und dessen Frau Anna Maria geborene Wegehenkel (auch: Wehenkel). Josef Brunck heiratete am 3. März 1812 Eleonore Johanetta geborene Librich (1792–1873). Die gemeinsame Tochter Maria Anna heiratete Bernhard Hembes in Ober-Olm. Josef Brunck war Landwirt in Fürfeld.
Bruncks Neffen sind die Reichstagsabgeordneten Moritz Bolza und Ulrich Brunck sowie der Unternehmer Heinrich von Brunck.

## Politik
Josef Brunck war Bürgermeister in Fürfeld. 1818 wurde er Mitglied des rheinhessischen Provinzialrates. Ab 1837 amtierte er als Vizepräsident des Landwirtschaftlichen Vereins für Rheinhessen. in der Märzrevolution war er Teilnehmer der Heidelberger Versammlung und Mitglied des Vorparlaments und des Fünfzigerausschusses (Fraktion Deutscher Hof).
In der 3. bis 11. Wahlperiode (1826–1848) war er Abgeordneter der zweiten Kammer der Landstände des Großherzogtums Hessen. In den Landständen vertrat er den Wahlbezirk Rheinhessen 3/Wöllstein. Vom 18. Mai 1848 bis zu seinem Tode am 21. Oktober 1848 als Abgeordneter des 12. Wahlkreises Hessen-Darmstadt in Bingen Mitglied der Frankfurter Nationalversammlung; schloss sich der linksliberalen Fraktion Donnersberg an.
Sein Nachfolger in der Paulskirchenversammlung wurde Friedrich Jacob Schütz.